# Holden (Maine)
Holden és una població dels Estats Units a l'estat de Maine (EUA). Segons el cens del 2000 tenia 2.827 habitants.

## Demografia
Segons el cens del 2000, Holden tenia 2.827 habitants, 1.153 habitatges, i 825 famílies. La densitat de població era de 35,3 habitants/km².
Dels 1.153 habitatges en un 31,7% hi vivien nens de menys de 18 anys, en un 60,9% hi vivien parelles casades, en un 7,4% dones solteres, i en un 28,4% no eren unitats familiars. En el 22,6% dels habitatges hi vivien persones soles el 8,4% de les quals corresponia a persones de 65 anys o més que vivien soles. El nombre mitjà de persones vivint en cada habitatge era de 2,45 i el nombre mitjà de persones que vivien en cada família era de 2,88.
Per edats la població es repartia de la següent manera: un 24% tenia menys de 18 anys, un 5,7% entre 18 i 24, un 28,6% entre 25 i 44, un 30,7% de 45 a 60 i un 11% 65 anys o més.
L'edat mediana era de 41 anys. Per cada 100 dones de 18 o més anys hi havia 95,9 homes.
La renda mediana per habitatge era de 51.394 $ i la renda mediana per família de 62.208 $. Els homes tenien una renda mediana de 39.427 $ mentre que les dones 26.410 $. La renda per capita de la població era de 25.047 $. Entorn del 4,4% de les famílies i el 6,5% de la població estaven per davall del llindar de pobresa.